# Zsuan Lu-fej
Zsuan Lu-fej (Ruan Lufei (阮露斐, Zsuan Lu-fej), a nemzetközi szakirodalomban Ruan Lufei) (Nanking (Nanjing), 1987. október 2. –) kínai női sakkozó, női nagymester (WGM), világbajnoki döntős (2010), csapatban világbajnok (2007).
2010-ben világbajnoki döntőt játszott Hou Ji-fannal, amelyet rájátszásban veszített el. Élő-pontszáma 2014. januárban átlépte a 2500-as határt. Tanulmányai, illetve tudományos munkája miatt 2014. szeptember óta nem játszott a világranglistába beszámításra kerülő versenyjátszmát, 2491 Élő-ponttal az inaktív játékosok között van nyilvántartva.

## Sakkpályafutása

### Kiemelkedő versenyeredményei
2007-ben holtversenyben az 1−2. helyen végezve Ázsia kontinensbajnokságán ezüstérmet szerzett. 2009-ben megnyerte a Pekingben rendezett 3.5-ös világbajnoki zóna versenyét.

### Eredményei a világbajnokságokon
A 2006-os női sakkvilágbajnokságon indult először a sakkvilágbajnoki címért, ahol az első körben legyőzte az örmény Lilit Mkrtchiant, a második körben a később az elődöntőig jutó litván Viktorija Čmilytė ütötte el rájátszás után a továbbjutástól.
A 2008-as kieséses rendszerű sakkvilágbajnokságon a harmadik körben a később elődöntőt játszó svéd Pia Cramling ellen szenvedett vereséget, és esett ki a további küzdelmekből.
A 2010-es sakkvilágbajnokságon a döntőig jutott, miután a 3. körben legyőzte a világbajnoki címet védő Alekszandra Kosztyenyukot, majd a negyeddöntőben az indiai Drónavalli Hárika, az elődöntőben a kínai Csao Hszüe ellen is győzött. A döntőben a kínai Hou Ji-fanellen az utolsó fordulóban egyenlítve 2−2 arányú döntetlent ért el, majd a rájátszásban 3−1 arányú vereséget szenvedett.
A 2013-as női sakkvilágbajnoki ciklusban a 2010-es világbajnokságon elért eredménye alapján indulhatott a FIDE Women's Grand Prix 2011–12 versenysorozatán. 2011. augusztusban Rosztovban a 10., 2012. júliusban Jermukban az 5−6., szeptemberben Ankarában a 4−5. helyen végzett, az összesített pontszáma alapján a 9. helyet szerezte meg.

## Eredményei csapatban
Tagja volt a 2007-es sakkcsapat világbajnokságon aranyérmes Kína válogatott csapatának. Emellett egyéni eredményével egy ezüst- és egy bronzérmet is szerzett.